# قمج أباد (حومة أبهر)
قمج أباد (بالفارسية: قمچ‌آباد) هي قرية تقع في إيران في منطقة مركزية ريفية. يقدر عدد سكانها بـ 328 نسمة بحسب إحصاء 2016.